# 思想政治教育
思想政治教育，簡稱思想政治、思政、政教等，普遍设置于中华人民共和国高等教育中，在义务教育阶段叫做《道德与法治》，高中教育阶段叫做《思想政治》，與中华人民共和国爱国主义教育適切相關。中国大陆各大高校的马克思主义学院设有「思想政治教育」專業和课程，其中许多课程是其他学院学生的必修课。
「思想政治教育」這名稱常見於共產主義國家的教育體系，但究其授課內容实质，在其他國家亦有類似但不同名的科目。其他國家類似科目，見公民教育。

## 歷史沿革

### 1949－1979年
中華人民共和国成立初期，发展教育事业的过程中基本照搬苏联模式，所开设的政治理论课也是如此。苏联的教育体制适宜于国家初建时所必须的政治和思想的控制、意识形态的培养与灌输的需要与经济体制的特点。中国共产党一贯反对国民政府实行的包含传统礼教的公民教育，反对其提出的新生活运动。第二任国家主席刘少奇指出，中国共产党的思想政治教育是“用社会主义的、马克思列宁主义的思想去武装知识分子和人民群众，对封建主义的、资本主义的思想进行批判”。思想品德课、思想政治课是大陸小学生和中学生的必修课程。思想品德课和思想政治课的教学工作由地方各级人民政府教育行政部门具体指导。
1949年12月，第一次全国教育工作会议正式决定，在中等以上学校开设马克思列宁主义的政治课，对学生进行“革命的思想政治教育”。
1950年6月召开的第一届全国高等教育会议上就明确强调：“我们的高等学校要进行革命的政治教育，肃清封建的、买办的、法西斯主义的思想，发展为人民服务的思想。”将政治理论课作为"一切专业教育之基础"，强调“思想政治教育通过各科教学进行”。中国共产党中央委员会主席毛泽东明确提出“以俄为师”，他说：“我们反对倒向帝国主义一边的蒋介石反动派，我们也反对第三条道路的幻想。”
1953年，高等教育部发出通知，规定各类高校一律加开《马列主义基础》课，共136学时。至此，中国高校思想政治教育的课程体制初步确立，基本沿袭了苏联由上而下集中统一的整体化课程体制。不少教学大纲是在1952年以苏联大纲为蓝本编订而成的大纲基础上略作修改而成的。这一时期，中国大陆思想政治课程的教材主要是《马恩列斯语录》、《苏联政治经济学习》、斯大林的《联共（布）党史简明教程》、艾思奇的《历史唯物论——社会发展史讲授提纲（修正本）》和奥斯特罗维季扬诺夫的《政治经济学讲授提纲》。
1957年，由中共中央发动的一场“大鸣大放”开始，高校政治课除《社会主义教育》外全部停止。课程以毛泽东著作为指导，根据《关于正确处理人民内部矛盾》的12个“小题目”逐章展开学习。从此，学校的思想政治教育便“以阶级斗争为主课”，强调时时、事事都要用阶级斗争的方法来分析和处理问题，成为服从和服务于“三面红旗”的社会主义教育课程。
1966年，文化大革命爆发，高等学校停止招生，所有课程都被停开。1971年，高校给工农兵学员复课后，政治课以讲解包括马克思、恩格斯的《共产党宣言》、列宁的《国家与革命》在内的4本马列著作和毛泽东著作为主。直到1978年才被彻底恢复。

### 改革開放後
1980年，改革开放后，教育部、共青团中央印发了《关于加强高等学校学生思想政治工作的意见》的联合通知，高校普遍开设《马列主义理论》课。 1980年代，中国政府一度开始淡化思想政治教育课程。1989年六四事件以后，又重新加强了对思想教育课程的重视程度。
1992年，全国中小学调整了思想政治课程，小学一至二年级开设《品德与生活》课、小学三至六年级开设《品德与社会》课，初中开设《思想品德》课，高中开设《思想政治》课。
1998年，高等学校的思想政治课程也作出了调整，开設7門或6門必修課程：《馬克思主義哲學原理》、《馬克思主義政治經濟學原理》、《毛澤東思想概論》、《鄧小平理論和“三個代表”重要思想概論》、《當代世界經濟與政治》（文科開設）、《思想道德修養》、《法律基礎》。另有《形勢與政策》課。
2004年，思想政治课调整为《马克思主义基本原理》、《毛泽东思想、邓小平理论和“三个代表”重要思想概论》、《中国近现代史纲要》、《思想道德修养与法律基础》（一般简称为“马原”、“毛概”或“毛邓三”、“史纲”、“思修”）。
2007年，思想政治课又进一步调整为《马克思主义基本原理》、《毛泽东思想和中国特色社会主义理论体系概论》、《中国近现代史纲要》、《思想道德修养与法律基础》（一般简称为“马原”、“毛中特”、“史纲”、“思修”）。
2014年，上海市高校开始探索实践“课程思政”新理念。2016年12月在北京召开的全国思政工作会议对这一概念进行了充分阐释。“课程思政”不是一门或一类特定的课程，而是一种教育教学理念和思维方式，认为大学所有课程都具有传授知识培养能力及思想政治教育的双重功能，承载着培养大学生世界观、人生观、价值观的作用，要求教师在教学过程中要有意、有机、有效地对学生进行思想政治教育，同时不改变专业课程的本来属性，不把专业课改造成思政课模式或者将所有课程都当作思政课程。
2016年，教育部宣布调整中小学思想政治课程，将义务教育阶段中小学的《品德与生活》（小学一至二年级）、《品德与社会》（小学三至六年级）、《思想品德》（初中）三级课程合并为统一的《道德与法治》，而高中阶段课程仍称《思想政治》。
2018年，思想政治课新增《形势与政策》内容，考研政治大纲中表述为《形势与政策以及当代世界经济与政治》（一般简称为“时政”）。
2019年，中共中央办公厅、国务院办公厅印发《关于深化新时代学校思想政治理论课改革创新的若干意见》，要求完善思政课课程教材体系，建设一支政治强、情怀深、思维新、视野广、自律严、人格正的思政课教师队伍，不断增强思政课的思想性、理论性和亲和力、针对性，加强党对思政课建设的领导。
2020年5月，教育部印发《高等学校课程思政建设指导纲要》，明确了课程思政的重要地位，并提出了具体要求。9月1日，中共中央总书记、国家主席、中央军委主席习近平在《求是》杂志发表文章，指出思想政治課是培養一代又一代擁護中國共產黨領導的有用人才的必要課程。
2021年，教育部组织编写了大中小学《习近平新时代中国特色社会主义思想学生读本》。2021年秋季学期开始，全国各地中小学开始使用《读本》。
2023年8月，增加《习近平新时代中国特色社会主义思想概论》（简称“习概”）作为高校思想政治教材。

## 课程体系
现时，“思想政治理论课”包含一系列贯穿中国大中小学的课程体系。
| 教育阶段               | 课程 |
| ---------------------- | --- |
| 义务教育（小学、初中） | 《道德与法治》、《习近平新时代中国特色社会主义思想学生读本》（小学、初中） |
| 高中                   | 《思想政治》、《习近平新时代中国特色社会主义思想学生读本》（高中） |
| 专科                   | 《习近平新时代中国特色社会主义思想概论》、《毛泽东思想和中国特色社会主义理论体系概论》、《思想道德修养与法律基础》、《形势与政策》                                                                                                 |
| 本科                   | 《习近平新时代中国特色社会主义思想概论》、《马克思主义基本原理概论》、《毛泽东思想和中国特色社会主义理论体系概论》、《中国近现代史纲要》、《思想道德与法治》、《形势与政策》、《习近平新时代中国特色社会主义思想学生读本》（大学） |
| 硕士                   | 《中国特色社会主义理论与实践研究》（必修）、《自然辩证法概论》（选修）、《马克思主义与社会科学方法论》（选修） |
| 博士                   | 《中国马克思主义与当代》（必修）、《马克思恩格斯列宁经典著作选读》（选修） |

## 大學專業
思想政治教育（Education in Ideology and Politics）也是中國大學开设的一門專業，一般设置于马克思主义学院。在中国，该专业属于“马克思主义理论”专业类，而该专业类属于法学门类（该门类下除了法学以外，还包括政治学、社会学等专业类），授法學学士（LL.B.）、法学硕士（LL.M.）、法学博士（LL.D.）。
习近平曾于1998年至2002年在清华大学人文社会学院“马克思主义理论与思想政治教育”专业在职学习，获法学博士学位，博士论文题为《中国农村市场化研究》。2008年，清华大学马克思主义学院成立后，该专业划归马克思主义学院。